# Engin Arık
Engin Arık (4 octobre 1948 – 30 novembre 2007) est une physicienne nucléaire turque. Elle est professeur et chef du groupe de physique expérimentale des hautes énergies à l'Université du Bosphore.

## Jeunesse et formation
Engin Arık naît à Istanbul le 4 octobre 1948. Elle obtient son BSc en 1969 en mathématiques et physique à l'Université d'Istanbul. Par la suite, elle reçoit sa maîtrise en 1971 et son doctorat en 1976 en physique expérimentale des hautes énergies de l'Université de Pittsburgh aux États-Unis. Sa thèse porte sur « Inclusive lambda production in sigma minus - proton collisions at 23 GeV/c ». Elle suit des études post-doctorales au Westfield College de l'Université de Londres.  

## Carrière
De retour en Turquie en 1979, elle est chargée de cours au département de physique de l'Université du Bosphore puis professeur agrégé en 1981. En 1983, elle quitte l'université pour travailler chez Control Data Corporation pendant deux ans. Arık revient à l'Université du Bosphore en 1988 comme professeur. 

Entre 1997 et 2000, Arık est chargée par le gouvernement de représenter la Turquie aux sessions du Traité d'interdiction complète des essais nucléaires tenues à l'Agence internationale de l'énergie atomique (AIEA) des Nations Unies à Vienne (Autriche). 

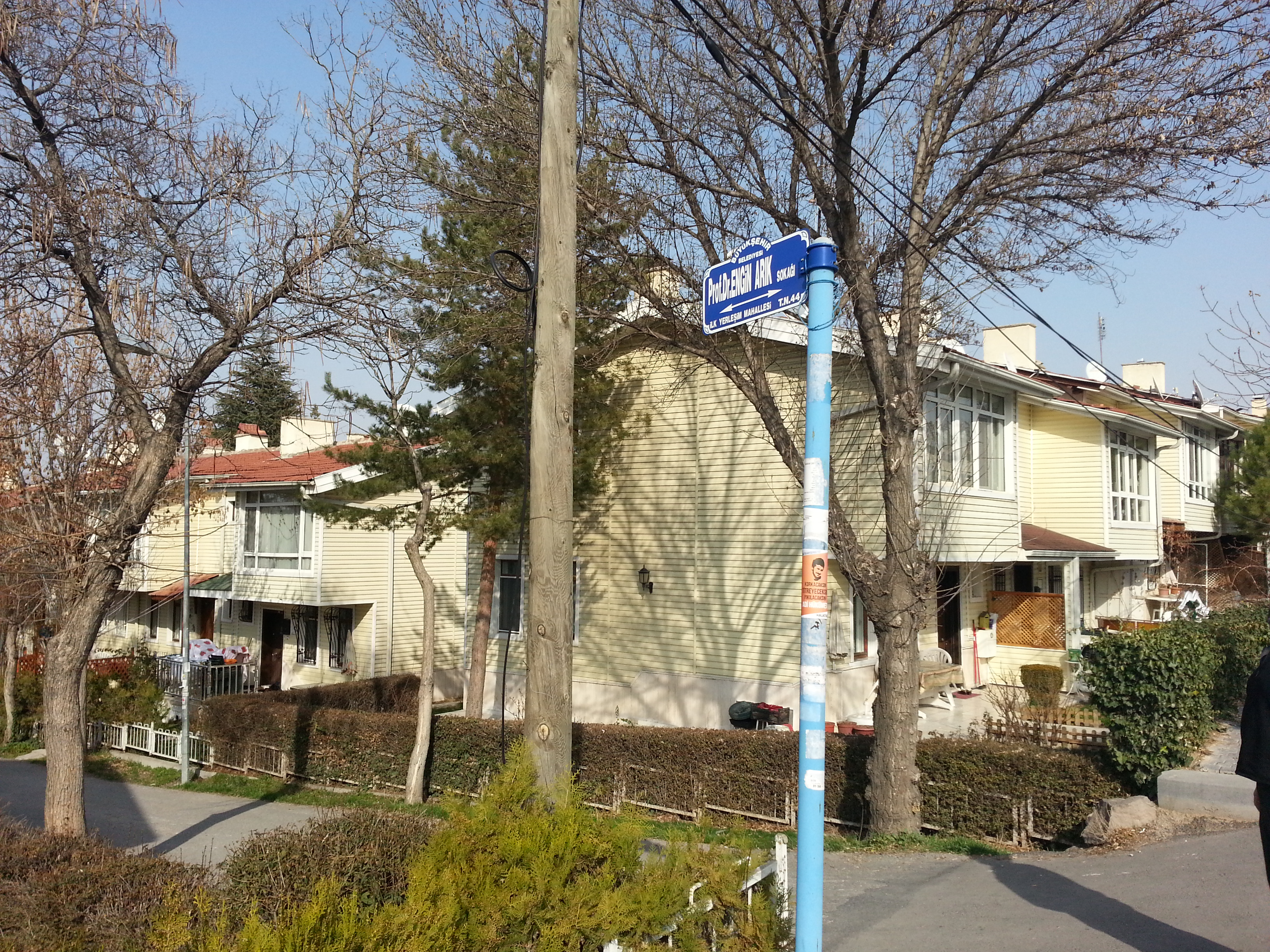
Rue Engin Arık, dans le quartier Yenimahalle à Ankara.

Elle est membre des collaborations ATLAS et CAST au CERN en Suisse. Durant ses études et tout au long de sa carrière, elle participe à des expériences menées au Laboratoire national de Brookhaven à New York, au Laboratoire Rutherford en Angleterre et au CERN en Suisse,. Elle contribue du manière significative aux mesures de π p → K Σ. 
Elle publie plus d'une centaine d'article sur la physique expérimentale et phénoménologique des hautes énergies, les détecteurs, les applications de la physique nucléaire et la physique mathématique. 
Arık décède dans l'accident du vol 4203 d'Atlasjet le 30 novembre 2007. Elle était mariée à Metin Arık, également professeur dans le même département à l'Université du Bosphore et avait deux enfants. 
Une rue porte son nom dans le quartier İlkyerleşim de Yenimahalle à Ankara, en Turquie. 